# أوميرو كارمليني
أوميرو كارمليني (بالإيطالية: Omero Carmellini)‏ لاعب كرة قدم إيطالي (مواليد 28 يناير 1921 في روما) لعب لـ نادي روما في حقبة الأربعينات من القرن العشرين .

## اقرأ أيضاً
- برونو كونتي
- فرانشيسكو توتي
- نادي روما